# Gazeta Polska (1941–1948)
Gazeta Polska – dziennik informacyjno-polityczny wydawany w latach 1941–1948 w Jerozolimie.

## Historia
W 1941 roku dla zaspokojenia potrzeb emigracji polskiej okresu II wojny światowej staraniem Referatu Prasowego Konsulatu Generalnego Rzeczypospolitej Polskiej w Jerozolimie rozpoczęto wydanie Gazety Polskiej. Pierwszy numer ukazał się 23 lipca 1941 roku. Pismo było kolportowane na całym Bliskim Wschodzie oraz Afryce. Pierwszym redaktorem Gazety Polskiej był Tadeusz Borowicz, którego w październiku 1942 roku zastąpił Kazimierz Wierzbiański, następnie w 1943 roku Marian Czuchnowski. Kolejnymi redaktorami naczelnymi byli Ignacy Kleszczyński (w 1944 roku oraz Fryderyk Schoefeld w 1945 roku. Z czasopismem w różnych okresach współpracowali m.in. Stanisław Chruszczewski, Marian Kamski, Stanisław Młodożeniec, Marian Nowak, Władysław Polak, Mieczysław Sołowiejczyk, Stanisław Wiłucki, Bernard Witkowski, Zenon Wyrzykowski oraz Ahazon Frenkel (korespondent w Tel Awiwie. Pismo podlegało cenzurze angielskiej. Od 1943 czasopismo podlegało Polskiemu Centrum Informacji na Wschodzie. Ostatni numer dziennika ukazał się 20 lutego 1948 roku. 